# Management Akademie Riesa
Die Management Akademie Riesa (kurz MARie) war eine Privathochschule in Riesa, die ein privat-staatlich kombiniertes Studium anbot. Seit 2009 gehörte sie zur städtischen Förder- und Verwaltungsgesellschaft (FVG), die unter anderem auch die SACHSENarena betreibt. 

## Gründungsgeschichte
Der ehemalige Riesaer Oberbürgermeister Wolfram Köhler war maßgeblich für den Imagewandel von Riesa von der verschmutzten Stahlstadt zum modernen Sport- und Eventstandort verantwortlich. Dazu hat er unter anderem die SACHSENarena in Riesa angesiedelt. Um auch das notwendige Fachpersonal ausbilden zu können, initiierte er gemeinsam mit Prof. Dr. Otto Altendorfer die Management Akademie Riesa. 2002 startete die private Hochschule als eingetragener Verein. Zunächst wurde nur der Studiengang Medien-, Sport- und Eventmanagement in Kooperation mit der staatlichen Hochschule Mittweida (FH) angeboten. Zwei Jahre später wurde der Studiengang Sportjournalistik/Sportmanagement eingeführt. Ab dem Jahre 2006 war die Akademie als Gesellschaft mit beschränkter Haftung organisiert. Die Studienrichtung PR- und Kommunikationsmanagement wurde seit Oktober 2008 ausgebildet. Im Januar 2009 wurde die Management Akademie Teil der städtischen Förder- und Verwaltungsgesellschaft Riesa mbH und war somit nach eigenen Angaben die einzige Hochschule in Deutschland mit eigener Veranstaltungshalle. Angeblich studierten jährlich rund 70 Studenten an der Management Akademie, wobei die Studentenzahlen jährlich stiegen.
Im Juli 2014 musste die Management Akademie Riesa aus finanziellen Gründen schließen. „Eine Hochschule mit sieben Studenten in zwei Studiengängen zu betreiben, funktioniert einfach nicht“, sagte der Geschäftsführer Jürgen Grimmer.

## Studienmodell
Alle Studiengänge der Management Akademie wurden in Zusammenarbeit mit der Hochschule Mittweida (FH) angeboten. Somit war die MARie Mitglied der Akademie für multimediale Ausbildung und Kommunikation Aktiengesellschaft (AMAK AG). Die ersten zwei Studienjahre wurden in Riesa an der MARie in Seminargruppen von maximal 20 Studenten gelehrt, wobei die Präsenzpflicht galt. Die Dozenten an der MARie waren alle freiberuflich angestellt und wurden regelmäßig von den Studenten bewertet. Somit sollte die Qualität der Ausbildung gesichert werden. In zwei Semestern absolvierten die Studenten je ein Praktikum, wo sie in verschiedenen Unternehmen praktische Erfahrungen sammeln. Das letzte Jahr absolvierten die Studenten an der FH Mittweida und schlossen dort mit dem Bachelor of Arts ab. Als private Hochschule finanzierte sich das Studium ausschließlich über Studiengebühren.

## Studiengänge
Das Grundstudium im ersten Jahr war für alle Studiengänge identisch, sodass ein Wechsel der drei Studienrichtungen nach den ersten beiden Semestern theoretisch möglich war. Zusätzlich konnten alle Studienanfänger im ersten Semester eine Studienreise in die USA absolvieren. 

### Medien-, Sport- und Eventmanagement
Der Schwerpunkt der Akademie lag auf dem Studiengang Medien-, Sport und Eventmanagement. Dieser Studiengang qualifizierte zu Führungsaufgaben in der Informations- und Unterhaltungsbranche. Die Ausbildung war in enger Zusammenarbeit mit der Erdgasarena organisiert. 

### Sportjournalismus und Sportmanagement
Der Studiengang bildete Journalisten aus, die sich besonders auf die Spezifik des Sports spezialisieren wollen. Zudem wurden wirtschaftliche Kenntnisse vermittelt, um im Management von Sportvereinen oder Unternehmen mit Sportdienstleistungen arbeiten zu können. 

### PR-/Kommunikationsmanagement
Seit 2008 wurden auch Kommunikationsmanager ausgebildet, die im späteren Berufsleben in der Öffentlichkeitsarbeit aktiv werden und professionelle Kampagnen gestalten sollten. 